# Partit Obrer Socialdemòcrata Rus
El Partit Obrer Socialdemòcrata Rus, rus: Росси́йская социа́л-демократи́ческая рабо́чая па́ртия Rossískaia sotsial-demokratítxeskaia rabótxaia pàrtia abreujadament РСДРП / RSDRP, va ser el primer partit que s'oposà al tsar, a Rússia. Era un partit socialista, que volia una societat igualitària, sense classes socials ni propietat privada, és a dir, un nou sistema polític. Dins del partit hi havia dues tendències, els bolxevics i els menxevics.
Fou fundat a Minsk en Congrés de 1898 quan es van reunir diverses organitzacions marxistes "Unions de Lluita", de Sant Petersburg, Moscou, Kíev, Jekaterinoslav (Dniprò) i la "Unió General Socialdemòcrata Jueva" (Bund). A aquest Congrés van assistir nou delegats que van aprovar i van publicar un Manifest fundacional.

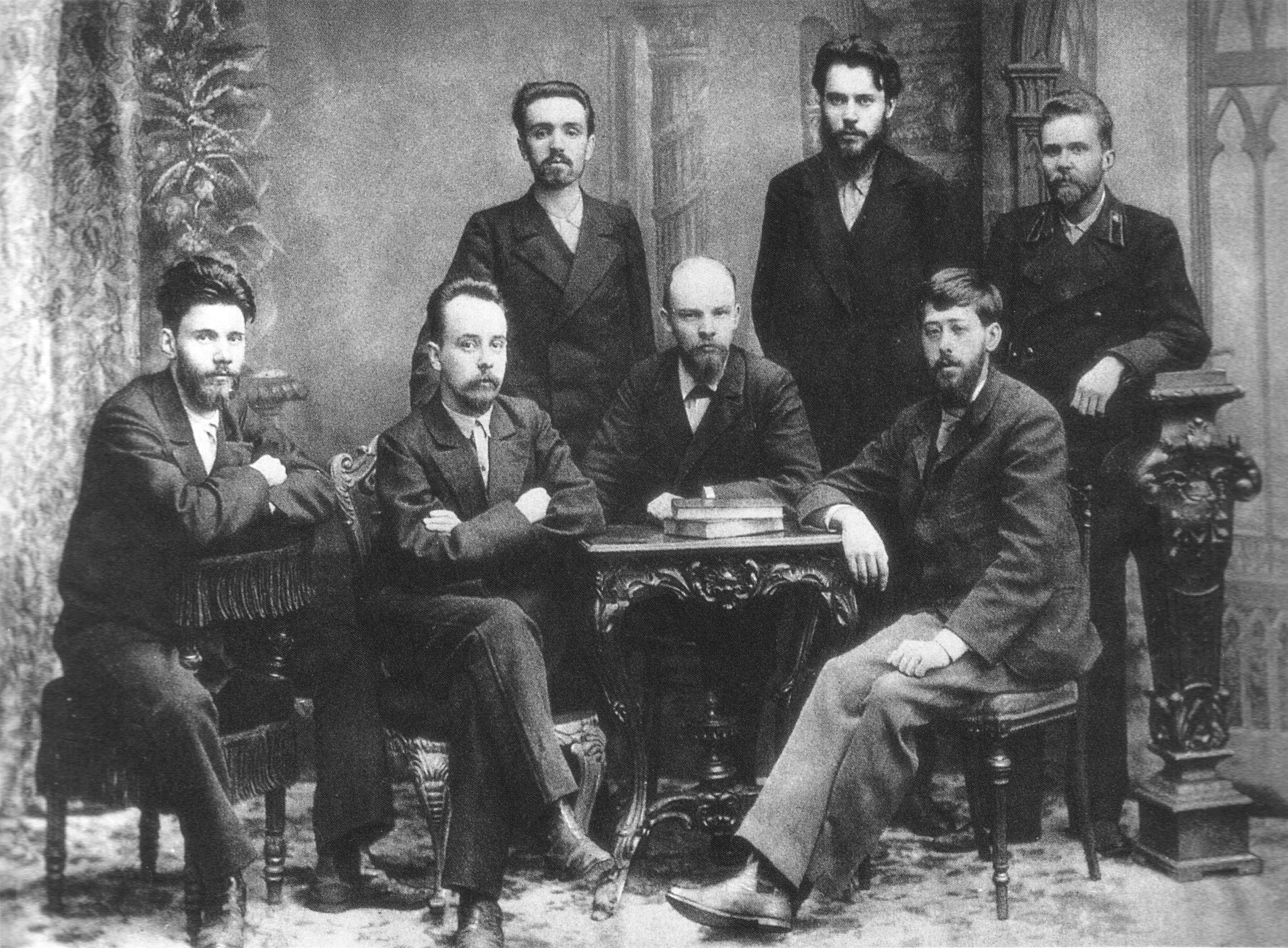
Unió de Lluita per l'Emancipació de la Classe Obrera, Sant Petersburg, desembre de 1895. D'esquerra a dreta, dempeus: A.L. Malchenko, P.K. Zaporozhets, A.A. Vaneyev; asseguts: V. V. Starkov, G. M. Krzhizhanovsky, V.I. Uliànov (Lenin) i J.O. Martov.

## Antecedents
La fundació d'aquest partit va ser preparada des de 1883 pel grup Emancipació del Treball creat pels primers marxistes russos, com Gueorgui Plekhànov, qui van polemitzar amb les altres tendències revolucionàries que s'oposaven al tsarisme i en particular amb els Amics del Poble o "populistes". Amb el desenvolupament del capitalisme a Rússia, la classe obrera s'havia convertit en una força poderosa, i els marxistes consideraven que els corresponia encapçalar la lluita revolucionària de les masses. També pensaven que la missió dels revolucionaris no consistia a impedir el desenvolupament del capitalisme sinó en "organitzar la poderosa força revolucionària que engendra el desenvolupament del capitalisme que és la classe obrera". Els marxistes van passar a organitzar diverses unions de lluita per a l'emancipació de la classe obrera, que van propiciar la creació de sindicats clandestins de treballadors i van dirigir vagues.
La ideologia antitsarista va ser el factor impulsor del seu creixement inicial, quan russos de tot l'espectre polític es van reunir al partit, i marxistes, socialistes i centristes formaven les seves files.
En el primer congrés del POSDR els socialdemòcrates ja van voler incidir en la vida russa. El govern tsarista els va perseguir, fins al punt que el dirigent de la Unió de Lluita de Sant Petersburg, Lenin, no va poder assistir al congrés, ja que havia estat deportat a Sibèria, i el Comitè central format en el congrés va ser detingut poc després de la seva constitució.

## Iskra
Inicialment el partit va funcionar de manera unificada i cohesionada, però cap al 1900 es van començar a mostrar esquerdes a la unitat del partit degut a la repressió i que el partit naixent no s'havia dotat d'un programa, hi mancava una direcció i una acció política unificada. Van sorgir divergències sobre el paper de la socialdemocràcia, i mentre un sector, conegut com a "economicista", va considerar que el moviment obrer havia de centrar-se en les seves reivindicacions econòmiques contra els propietaris, altres sectors van emfatitzar el paper central de la lluita política obrera contra l'autocràcia tsarista i la lluita pel socialisme. En aquest partit hi trobem el militant Lev Trotski, que més tard s'uniria al partit bolxevic de Lenin.
Quan, l'any 1900, va tornar Lenin de la deportació, va contactar amb diversos grups i líders socialdemòcrates que van rebutjar les tesis economicistes i van proposar la publicació d'un diari que pogués articular la política del POSDR. Lenin va arribar a un acord amb Plekhànov, Axelrod i Vera Sasulitx, fundadors d'Emancipació del Treball i el mes de desembre de 1900 va ser publicat en altre país i introduït clandestinament a Rússia el primer número d'Iskra ("L'Espurna"). Posteriorment impremtes clandestines reimprimien els números en ciutats russes. El periòdic va ocupar un important paper per agrupar i unificar els diferents cercles de base i unions socialdemòcrates disperses a Rússia, encara que Rabótxeie Dielo ("La Causa Obrera"), dirigida per B. Kritxevski i A. Martínov va polemitzar amb Iskra des d'una vessant economicista. Entre 1901 i 1904, els socialdemòcrates van créixer i es van enfortir a Rússia.

## Segon Congrés
El juliol de 1903 es va reunir clandestinament el Segon congrés del POSDR. Les primeres sessions es van celebrar a Brussel·les, però davant la imminent interferència de la policia, els delegats es van traslladar a Londres. Hi van assistir un total 43 delegats en representació de 51 vots de 26 organitzacions. Els "iskristes" comptaven amb 33 vots, 24 dels quals eren "leninistes". Els "anti-iskristes" tenien 8 vots i el "centre" tenia 10 vots.
Durant aquest congrés es van configurar dues fraccions: una majoria denominada bolxevic (del rus Большевик, "membre de la majoria"), entorn de Lenin, que va assolir l'aprovació de gran part del programa proposat per Iskra, i un minoria menxevic (del rus Меньшевики "membre de la minoria") entorn de l'"iskrista" Julius Martov. El programa aprovat constava de dues parts: un programa mínim per la revolució democràtica, per l'enderrocament de l'autocràcia tsarista, la República, la confiscació de latifundis i terres usurpades pels terratinents, el reconeixement del dret d'autodeterminació de les nacions i la instauració de la jornada de màxima de treball de 8 hores; i un programa màxim pel socialisme.
Un punt de debat candent va ser la necessitat o no d'una "dictadura de proletariat" perquè la revolució socialista pogués triomfar, la qual va quedar consignada en el programa. A l'hora d'aprovar els estatuts, Martov va vèncer als leninistes. Però quan no va acceptar-se que eren l'"única representació dels obrers jueus de Rússia" i es van retirar dos "economicistes", la correlació de forces va tornar a invertir-se i els leninistes van quedar en majoria per estriar el Comitè Central i la redacció d'Iskra. Davant els fets consumats, els menxevics van crear la seva pròpia organització, paral·lela a la conformada en el congrés. Plekhànov va tractar de conciliar els bàndols i va concedir la redacció de Iskra als menxevics, el que va provocar la renúncia de Lenin i la conversió d'aquest periòdic en òrgan del menxevisme, mentre el bolxevics s'expressaven des del Comitè Central.

## Tercer Congrés
El mes d'abril de 1905, es va reunir a Londres el III Congrés del Partit Socialdemòcrata de Rússia. Els menxevics van ser-hi convocats, però no hi assistiren i convocaren un congrés paral·lel a Ginebra. A Londres van assistir 24 delegats, en representació de 20 comitès bolxevics. Des del punt de vista bolxevic les diferències entre les tàctiques aprovades a Londres i Ginebra, van ser exposades per Lenin en el seu llibre Dues tàctiques de la socialdemocràcia en la revolució democràtica. Els bolxevics entenien que la revolució russa que s'estava desenvolupant havia de triomfar sota la direcció política obrera, malgrat el caràcter democràtic-burgès de l'esmentada revolució i malgrat que no podia de moment sortir-se d'un marc de mesures compatibles amb el capitalisme.
La tàctica dels treballadors va ser seguida pels camperols que volien desfer-se dels grans propietaris agrícoles i obtenir la terra. En canvi la burgesia no estava interessada en el triomf d'aquesta visió de la revolució i la temia perquè s'oposava als seus interessos. D'aquesta manera, la massa camperola amb unió amb els obrers hauria d'enfrontar-se a l'autocràcia i a la burgesia.
Els menxevics, en canvi, volien una revolució burgesa liberal. A la classe obrera li corresponia el paper d'oposició revolucionària radical mentre a la burgesia el govern i la realització de la revolució democràtica. No es tractava doncs d'una discussió merament teòrica, sinó de com encarar els esdeveniments concrets de la Revolució russa de 1905, l'onada de vagues polítiques i el funcionament dels soviets de delegats obrers, una nova forma d'organització de poder dels treballadors.

## Reunificació
Després de la derrota de la Revolució russa de 1905, enmig de la repressió, els socialdemòcrates hagueren de replegar-se a les tasques de reorganització. L'abril del 1906 es va reunir a Estocolm (Suècia) el Quart Congrés del partit, d'unificació, en el qual els menxevics van obtenir la majoria de delegats, a pesar de la qual cosa va ser aprovada la fórmula estatutària de Lenin que exigiria pertànyer a una organització del partit per a considerar-se afiliat a ell. Es va debatre sobre el programa agrari, i fou aprovada en general la proposta menxevic. Amb el partit reunificat, la lluita fraccional interna va prosseguir. El maig de 1907 es va efectuar a Londres el Cinquè Congrés del POSDR, en el qual els bolxevics van refer la majoria aliats amb els socialdemòcrates de Polònia i Letònia. Això va repercutir en les resolucions de confrontació a la tàctica i als partits de la burgesia liberal, així com en l'orientació política dels sindicats.

## Consolidació de la divisió

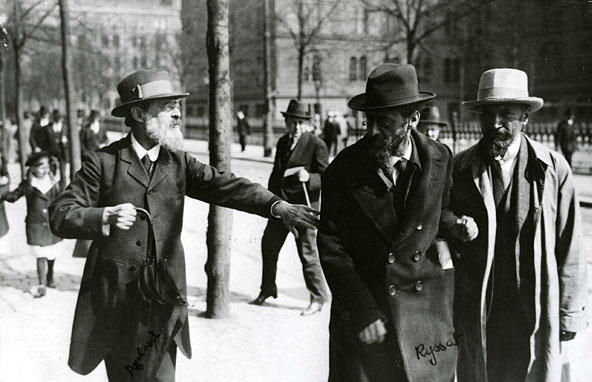
Menxevics a Norra Bantorget a Estocolm, Suècia, maig de 1917. Pavel Axelrod, Julius Martov i Alexander Martinov.

El 3 de juny de 1907 va ser dissolta la Duma pel govern tsarista i duts a judici els diputats socialdemòcrates, el ministre Pyotr Stolypin va cobrir de forques i patíbuls Rússia i va deslligar la repressió contra els socialistes i altres revolucionaris. A les files socialdemòcrates van sorgir nous debats sobre el paper de les organitzacions legals i clandestines. En general els menxevics eren partidaris de centrar-se en la construcció d'un partit legal de masses, mentre que els bolxevics consideraven fonamental preservar l'organització clandestina del partit per a des d'allí treballar en organitzacions legals o no legals de masses. Un sector denominat otzovista (revocadors) s'oposava a participar en les organitzacions legals i el parlament i exigiria revocar el mandat als diputats socialdemòcrates a la Duma.
Després de fallar els esforços d'unificació de 1910, quan els bolxevics van cessar de publicar el seu òrgan "El Proletari", els menxevics van seguir publicant "La Veu de la Socialdemocràcia", i els bolxevics van decidir conformar un partit a part sense els menxevics, i el gener de 1912 en una conferència a Praga van proclamar el Partit Obrer Socialdemòcrata de Rússia (bolxevic). Enfront d'ells es van alinear amb propostes d'unitat els menxevics, Trotski i els otzovistes, en el Bloc d'Agost. Els bolxevics van contestar al seu torn conformant amb Plekhànov un bloc "en defensa del partit" i van publicar el diari Pravda ("La Veritat") del que venien habitualment 40 mil exemplars, en tant els menxevics publicaven Lutx ("El Llamp") amb 16 mil exemplars.

## I Guerra Mundial
En esclatar la I Guerra Mundial la socialdemocràcia internacional va afrontar un nou debat que realinià a tots els seus integrants. D'un costat estaven aquells que amb diferents arguments van donar als seus respectius països d'origen en la guerra i van assumir una actitud "defensista". D'altre costat estaven els "internacionalistes", qui caracteritzant la guerra com a imperialista s'oposaven a donar suport als seus governs en qualsevol esforç militar i cridaven a mantenir la unitat internacional del proletariat. La Segona Internacional va quedar profundament dividida.
Els bolxevics, Trotski i alguns otzovistes van donar suport la política internacionalista. Foren perseguits i detinguts diversos dels seus partidaris arreu del país, acusats de "traïció a la pàtria". El setembre de 1915 es va reunir en Zimmerwald (Suïssa) la primera Conferència Internacionalista. En 1916 es va reunir en el poble suís de Kienthal la Segona Conferència Internacionalista. Els bolxevics van encapçalar l'ala esquerra internacionalista que reclamava trencar definitivament "transformació de la guerra imperialista en guerra civil" amb els líders defensistes i formar una nova internacional.
Les derrotes russes en el front de guerra, la situació econòmica i l'agitació política van provocar la caiguda del tsar durant la Revolució de Febrer de 1917. El govern provisional amb participació dels menxevics i socialrevolucionaris en aliança amb els liberals va optar per continuar la guerra, amb el que el debat entre defensistes i internacionalistes es va convertir en el problema central de la revolució russa. Enmig de protestes massives contra la guerra es va reunir el 24 d'abril de 1917 la VII Conferència bolxevic coneguda com a "Conferència d'Abril" que va cridar a lluitar contra el govern provisional amb la consigna "pau, pa i terra", a lliurar "tot el poder als Soviets" ja reconstruïts pertot arreu segons el model de la Revolució de 1905 i a preparar-se per a la revolució socialista. Il·legalitzats els bolxevics pel govern, el Sisè Congrés del partit celebrat clandestinament entre el 26 de juliol i el 3 d'agost de 1917, va cridar a enderrocar al govern provisional i a preparar la insurrecció armada. En aquest congrés va participar el petit grup "Interdistrital" (Mezhraiontsi), amb àmplia influència a Petrograd, al qual pertanyien Trotski, Lunatxarski, Uritski, Riazanov, Iurenev, Manuilski i altres internacionalistes destacats que van declarar el seu acord amb la política dels bolxevics i se'ls van unir.

## Després de la Revolució
Després de la insurrecció general i el triomf de la Revolució d'Octubre de 1917, els bolxevics en el poder van realitzar el Setè Congrés del Partit 6 de març de 1918, que va decidir transformar-lo en Partit Comunista de Rússia (bolxevic) i va aprovar el programa de revolucionari socialista de govern. Aquest va ser un dels partits fundadors de la Internacional Comunista el març de 1919. A partir de 1925 es va denominar Partit Comunista (bolxevic) de la Unió Soviètica, des de 1952 Partit Comunista de la Unió Soviètica. El PCUS il·legalitzat el 1991 i refundat com Partit Comunista de la Federació Russa, legalitzat el 1993.
Els líders menxevics enderrocats per la Revolució d'Octubre, o bé van participar directament de la lluita contra el poder soviètic o com Martov o Plekhànov van assumir una crítica literària contra el nou govern, però van rebutjar a les forces contrarevolucionàries. Enviats a l'exili sota la direcció de Martov van publicar El missatger Socialista i van mantenir en l'exterior el Centre Menxevic. Algunes formacions socialdemòcrates es reclamen avui a Rússia hereves del menxevisme.